# Scoliacma flavifrons
Scoliacma flavifrons là một loài bướm đêm thuộc phân họ Arctiinae, họ Erebidae.